# Демченко Альберт Михайлович
Альберт Михайлович Демченко (н. 27 листопада 1971, Чусовий, Пермська область, СРСР) — радянський та російський саночник, заслужений майстер спорту Росії, віце-чемпіон Олімпіади 2006 року в Турині, дворазовий віце-чемпіон світу 2012 року, триразовий чемпіон Європи (2006, 2010 і 2012), володар Кубка світу 2004/05, багаторазовий чемпіон Росії.
У сезоні 2004–2005 виграв кубок світу з санного спорту. Також був один раз другим і 2 рази — третім, учасник 6 зимових Олімпіад (1992, 1994, 1998, 2002, 2006, 2010). У 1992 році виступав на двомісних санях, у 1994 і 1998 роках і на одномісних, і на двомісних (1992 і 1994 — з Олексієм Зеленським, 1998 — з Семеном Колобаєвим), а у 2002, 2006 і 2010 роках лише на одномісних.
Виступає за ЦСКА, старший лейтенант.
Дружина — Ольга, родом з Чусового. Дочка — Вікторія (н. 26 листопада 1995) — також займається санним спортом. Разом з родиною проживає в підмосковному Дмитрові.

## Нагороди та звання
- Орден Дружби (22 лютого 2007) —за великий внесок у розвиток фізичної культури та спорту, високі спортивні досягнення[3]
- Подяка Президента Російської Федерації (5 березні 2010) — за заслуги в розвитку фізичної культури та спорту, високі спортивні досягнення на Іграх XXI Олімпіади 2010 року в Ванкувері[4]
- Заслужений майстер спорту Росії

## Цікаві факти
- У середині 1990-х через погане фінансування санного спорту Альберт був змушений три роки підробляти торгівлею свининою на колгоспному ринку (його батько тримав кілька десятків свиней). Крім того встиг попрацювати водієм, вантажником, клав мармурову плитку[2].
- У середині 2000-х Демченко робили операцію апендициту й забули в горлі дихальну трубку. Після цього Альберту довелося робити трахеотомію під місцевим наркозом та діставати трубку. Демченко досі спілкується з лікарем, який вчинив ту помилку[2].